# Gebhard Hilbrand
Gebhard Hilbrand (* 4. Dezember 1934 in Mittelberg, Vorarlberg) ist ein ehemaliger österreichischer Skirennläufer. Er erreichte in den 1950er-Jahren zahlreiche Siege und Podestplätze in internationalen Rennen.

## Biografie
Hilbrand war zunächst Mitglied des heimatlichen Skiclubs Kleinwalsertal und kam 1952 zum Ski-Club Arlberg. Er gewann von 1951 bis 1954 insgesamt neun österreichische Jugend- und Juniorenmeistertitel und nahm ab 1952 auch an internationalen Wettkämpfen teil. In jenem Winter erreichte er bereits den zweiten Platz im Slalom der Internationalen Wintersportwoche von Garmisch-Partenkirchen. In der Saison 1952/1953 erzielte Hilbrand erneut gute Resultate bei der Wintersportwoche in Garmisch-Partenkirchen mit Platz zwei im Riesenslalom und Rang vier im Slalom. Auch bei der Wintersportwoche in Sestriere fuhr der damals 18-Jährige nach einem fünften Platz im Riesenslalom als Zweiter des Slaloms mitten in die Weltspitze.
Den ersten Sieg feierte Hilbrand 1954 beim Slalom um das „Weiße Band“ in St. Moritz, wo er zudem Dritter der Kombination wurde. Im selben Jahr gewann er auch einen Riesenslalom in Zuoz, doch aufgrund der damals vielen Weltklasseläufer des Österreichischen Skiverbandes war ein Startplatz bei den Weltmeisterschaften 1954 außer Reichweite. Im Winter 1954/1955 blieb Hilbrand ohne Sieg. Er erreichte aber mehrere Podestplätze mit Rang zwei in der Kombination und jeweils Rang drei in Slalom und Riesenslalom von Sestriere sowie mit dem dritten Platz in der Abfahrt der Arlberg-Kandahar-Rennen in Mürren. Bei zwei wichtigen Kombinationen am Lauberhorn in Wengen und bei den Hahnenkammrennen in Kitzbühel wurde er 1955 jeweils Sechster, den Wengener Slalom beendete er an vierter Position.
Wegen Unstimmigkeiten innerhalb des österreichischen Teams und Auseinandersetzungen mit dem ÖSV und Trainer Fred Rößner wurden die vier Arlberger Othmar Schneider, Toni Spiss, Martin Strolz und Gebhard Hilbrand am 22. Dezember 1955 vom Hauptausschuss des Österreichischen Skiverbandes mit einem Startverbot bis 31. Mai 1956 belegt. Nach einer Entschuldigung der Betroffenen wurde knapp zwei Wochen später diese Sperre wieder aufgehoben. Anschließend gewann Hilbrand im Winter 1956 einen Riesenslalom in Zakopane und am Schlusstag der Olympischen Spiele, an denen er nicht teilgenommen hatte, die Abfahrt des Gamperney-Derbys in Grabs.
Im Winter 1956/1957 folgten eine Reihe weiterer Siege, allerdings erneut meist bei schwächer besetzten FIS-B-Rennen. Er gewann zum zweiten Mal den Slalom des Weißen Bandes in St. Moritz, ebenfalls einen Slalom in Oberstdorf, Slalom und Kombination in Davos und einen Riesenslalom in Arosa. Weitere Podestplätze erreichte er unter anderem mit einem zweiten Platz in der Abfahrt sowie zwei dritten Plätzen in Slalom und Kombination der 3-Tre-Rennen in Madonna di Campiglio. In seiner letzten aktiven Saison 1957/1958 erzielte er nur noch Podestplätze in seiner unmittelbaren Heimat, als er im Kleinwalsertal jeweils Zweiter in Abfahrt und Slalom wurde. Hilbrand arbeitete später als Kaufmann und absolvierte die Ausbildungen zum staatlich geprüften Skilehrer und Bergführer. Mit seiner Ehefrau hat er drei Kinder.

## Erfolge

### Siege in FIS-Rennen
- Slalom des Weißen Bandes in St. Moritz 1954
- Riesenslalom in Zuoz 1954
- Abfahrt des Gamperney-Derbys in Grabs 1956
- Riesenslalom in Zakopane 1956
- Slalom des Weißen Bandes in St. Moritz 1957
- Slalom und Kombination in Davos 1957
- Slalom in Oberstdorf 1957
- Riesenslalom in Arosa 1957